# Eurolist
Pour augmenter la visibilité et la liquidité des PME au sein de ses marchés, Euronext a réformé sa cote au début de l'année 2005. Euronext avait ainsi créé une liste unique, l'Eurolist d'Euronext (Eurolist by Euronext), qui regroupait l'ensemble des marchés réglementés.
À partir de février 2005, toutes les entreprises des Premier, Second  et Nouveau marché ont ainsi été regroupées dans un seul marché et dans trois nouveaux compartiments. Le 4 avril 2005 cette liste unique a été enrichie des places d'Amsterdam, de Bruxelles et de Lisbonne.
Après le rapprochement d'Euronext N.V. avec NYSE Group Inc. en 2007, le nom « Eurolist » a été, à compter du 1er janvier 2008, changé pour « Euronext ». 
Les sociétés cotées sont désormais classées par ordre alphabétique et sont identifiables grâce à un critère de capitalisation qui permet de distinguer :
- Le compartiment A pour les capitalisations supérieures à 1 milliard d'euros ;
- Le compartiment B pour les capitalisations comprises entre 150 millions et 1 milliard d'euros ;
- Le compartiment C pour les capitalisations inférieures à 150 millions d'euros.

Une entreprise prétendant être cotée sur ce compartiment doit pour cela répondre à certains critères, tels que :
- la mise à disposition d'au moins 25 % de son capital social au marché ;
- la présentation de comptes audités et certifiés sur les trois dernières années.

L'entreprise doit aussi s'engager à communiquer l'information sur son activité et sa situation et la rendre publique dès lors que ces informations peuvent être susceptibles d'agir sur le cours de l'action. La publication de comptes annuels, de résultats tous les six mois et de chiffre d'affaires tous les trois mois est aussi une obligation faite par l'Autorité des marchés financiers.

## Sources
- NYSE Euronext, European Equities, Market Segmentation